# 列斯聯服務幫
列斯聯服務幫（英語：Leeds United Service Crew）是一個由英格蘭球會列斯聯有關連的球迷所組成的足球流氓組織。服務幫成立於1980年，由於他們都是乘搭普通公共服務列車去觀看客場賽事而不是乘搭由龐大警力維持秩序的「足球專列」（Football Specials）。服務幫是英格蘭最惡名昭彰的足球流氓組織之一。
1985年，當足球流氓盛行於英格蘭時，《BBC六點新聞》在他們的專題報告中列舉出在整個英格蘭製造混亂的足球流氓組織，服務幫正是其中最嚴重的五個之一。

## 歷史
列斯聯會方設法與任何與服務幫有關的活動劃清界線。在足球流氓的高峰期，服務幫成為在歐洲足球上最為臭名昭著的足球流氓組織，並在此過程中幾乎使列斯聯屈服。1981/82年球季，列斯聯從甲組聯賽降班，列斯聯的球迷在西布朗的主場山楂球場大肆破壞，造成球場極大的損耗。期間，多達3,000名列斯聯球迷推倒了一幅9的安全圍欄，令到34名警察和13名球迷受傷。後來列斯聯球迷在球場內和外面均與警察發生衝突。
英足總後來免除了列斯聯的責任，不過下令列斯聯於本賽季每場比賽當天的比賽場刊作出警告。然而，在判決後僅兩週，列斯聯的首場乙組賽事前，英國太陽報形容部分列斯聯球迷在克利索普斯無節制的飲酒、搶劫和打鬥，賽前一晚合共約有600名列斯聯球迷在克利索普斯過夜。10月，兩名紐卡素球員在艾蘭路球場被投擲物擊中，足總因而下令調查。
1989年，列斯聯被車路士以4-0擊敗後失去了升班席位。包括服務幫成員在内的列斯聯足球流氓衝擊史丹福橋球場的計分牌並破壞了牌上大部分的燈泡，最終令計分牌不能顯示。列斯聯球迷當時高呼「車路士，得分多少？（Chelsea, What's the score?）」
現時，对足球流氓的鎮壓和球場內閉路電視的大量使用，在很大程度上限制了服務幫等足球流氓組織的活動。

## 現況
雖然足球流氓繼續存在於列斯聯，但他們自1970年代和1980年代開始本質有所改變。由於艾蘭路球場和其他客場加強球場保安，衝突現場經常在圍繞著球場的工業區或住宅區發生。2007年，列斯聯由於與葉士域治打成平手而很大機會降落英甲，這觸發了大量列斯聯球迷衝入艾蘭路，當觀眾衝破四周的安全警衛線，球迷在場上追逐球員，繼而向葉士域治的球迷投擲火箭。在此之後，列斯聯、西約克郡警察和《約克郡晚報》刊登了麻煩製造者的照片，希望可以加以辨別。
許多年輕流氓並不認同的服務幫，其他流氓團體的在最近幾年湧現，由於越來越多的學齡兒童聯群結黨，導致這些組織被年長的球迷稱為「Infant Hit Squad」（簡稱I.H.S）。

## 延伸閱讀

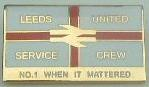
一個包含英國鐵路標誌的服務幫別針徽章

- Gall, Caroline (2007). Service Crew: The Inside Story of Leeds United's Hooligan Gangs , Milo Books, ISBN 1903854725

## 外部連結
- Leeds United Service Crew